# ماران (فاریاب)
ماران، روستایی در دهستان زهمکان بخش هور شهرستان فاریاب در استان کرمان ایران است.

## جمعیت
بر پایه سرشماری عمومی نفوس و مسکن در سال ۱۳۹۵، جمعیت این روستا برابر با ۱۹۵ نفر (۵۷ خانوار) بوده‌است.